# Наволоки (Арефинское сельское поселение)
В настоящее время это единственна деревня с таким названием в Рыбинском районе, однако ещё в 1980-е годы деревня с таким именем была на окраине Рыбинска, ныне она вошла в городскую черту как улица Наволокская.
Наволоки — деревня Арефинского сельского поселения Рыбинского района Ярославской области .
Деревня расположена на правом берегу реки Ухра, выше по течению и к юго-востоку центра сельского поселения села Арефино на расстоянии около 1 км. Деревня стоит в основании излучины реки, которая, таким образом, протекает мимо деревни дважды: сначала с юго-востока от деревни, описав петлю в юго-западном направлении, река второй раз протекает с запада от деревни. По северо-восточной окраине деревни проходит дорога, связывающая деревни, стоящие на правом берегу Ухры, ближайшая из них Крёково, стоит на расстоянии около 1 км и выше по течению деревни Наволоки. К северо-востоку от деревни Наволоки стоит деревня Воронково .
Деревня Наволок указана на плане Генерального межевания Рыбинского уезда 1792 года.
На 1 января 2007 года в деревне Наволоки числился 81 постоянный житель . Почтовое отделение, расположенное в центре сельского поселения селе Арефино обслуживает в деревне Наволоки дома на трех улицах: Дачная (8 домов), Капитанская (11 домов), Солнечная (31 дом) .